# Caron Bernstein
Caron Bernstein (Johannesburg, 16 agosto 1970) è una modella, attrice e cantante sudafricana.

## Biografia
Caron nasce a Johannesburg da una famiglia di origini ebraiche e tedesche.
Si trasferisce a New York da adolescente dopo essere stata scoperta dal fotografo di moda Patsy Dunn, che la fotografa anche per il suo portfolio di modella.
Appena trasferita nella città americana viene messa sotto contratto dall'agenzia Ford Models, la stessa di topmodel come Adriana Lima, e vince l'importante concorso per giovani indossatrici "Supermodel of the world" grazie al quale accede ad importanti contratti a livello internazionale.
Ma ben presto si stanca della moda e comincia a lavorare nel cinema; il suo esordio avviene nel 1992 con il film Scomparsi nel tempo (Waxwork II: Lost in Time).
Poco dopo partecipa alla serie tv Red Shoe Diaries, trasmessa dal canale americano Showtime, e al suo adattamento cinematografico nel 2000.
L'interpretazione che, tuttavia, viene ricordata maggiormente dai suoi fans è quella nel film erotico Business for pleasure nel ruolo di Isabel.

### Carriera musicale
Nonostante i successi come attrice e topmodel, Caron non rinuncia alle sue ambizioni giovanili di divenire cantante e, dopo un provino per la Sire, comincia questa carriera.
I suoi idoli sono Annie Lennox, Iggy Pop, Bauhaus e David Bowie, che lei mescola creando un suono unico.
Ha, inoltre, partecipato a svariati pezzi di altri artisti tra cui alcuni dell'album Avenue A di Daniel Cartier.

### Vita privata
Il 29 ottobre 1999 Caron si sposa con il chitarrista tedesco Richard Kruspe.
I due pare si siano conosciuti, poche settimane prima di sposarsi, grazie ad un produttore musicale svedese collaboratore di entrambi, durante una premiazione discografica.
La cerimonia si è svolta, secondo le tradizioni ebraiche, a New York dove i due hanno anche preso casa poco dopo.
Tra il 2005 e il 2006 hanno però divorziato (dopo una prima separazione nel 2004).
Attualmente Caron risiede a Filadelfia con il nuovo compagno, la celebrità televisiva e radiofonica Chris Booker.

## Filmografia

### Cinema
- Scomparsi nel tempo (Waxwork II: Lost in Time), regia di Anthony Hickox (1992)
- Who's the Man?, regia di Ted Demme (1993)
- Red Shoe Diaries 18: The Game - episodio "The Game" (2000)
- Operation Midnight Climax, regia di Gadi Harel e Will Keenan (2002)
- Indiscretion (101), regia di Alexis Lloyd - cortometraggio (2005)

### Televisione
- Red Shoe Diaries - (serie tv) - 2 episodi (1994-1996)
- American decadence (Business for pleasure), regia di Rafael Eisenman - Film TV (1997)